# Haraguchi Genki
Haraguchi Genki (sinh ngày 9 tháng 5 năm 1991) là một cầu thủ bóng đá người Nhật Bản hiện đang thi đấu cho CLB Union Berlin tại giải vô địch quốc gia Bundesliga.

## Đội tuyển bóng đá quốc gia Nhật Bản
Haraguchi Genki thi đấu cho đội tuyển bóng đá quốc gia Nhật Bản từ năm 2011.

## Thống kê sự nghiệp
| Đội tuyển bóng đá Nhật Bản | Đội tuyển bóng đá Nhật Bản | Đội tuyển bóng đá Nhật Bản |
| Năm                        | Trận                       | Bàn                        |
| -------------------------- | -------------------------- | -------------------------- |
| 2011                       | 1                          | 0                          |
| 2012                       | 0                          | 0                          |
| 2013                       | 2                          | 0                          |
| 2014                       | 0                          | 0                          |
| 2015                       | 8                          | 1                          |
| 2016                       | 9                          | 5                          |
| 2017                       | 9                          | 0                          |
| 2018                       | 11                         | 2                          |
| 2019                       | 12                         | 2                          |
| 2020                       | 4                          | 0                          |
| 2021                       | 9                          | 1                          |
| 2022                       | 8                          | 0                          |
| Tổng cộng                  | 74                         | 11                         |

| #  | Ngày                 | Địa điểm                                              | Đối thủ     | Bàn thắng | Kết quả | Giải đấu                 |
| -- | -------------------- | ----------------------------------------------------- | ----------- | --------- | ------- | ------------------------ |
| 1  | 11 tháng 6 năm 2015  | Sân vận động Nissan, Yokohama, Nhật Bản               | Iraq        | 4–0       | 4–0     | Giao hữu                 |
| 2  | 29 tháng 3 năm 2016  | Sân vận động Saitama 2002, Saitama, Nhật Bản          | Syria       | 5–0       | 5–0     | Vòng loại World Cup 2018 |
| 3  | 6 tháng 9 năm 2016   | Sân vận động Rajamangala, Băng Cốc, Thái Lan          | Thái Lan    | 1–0       | 2–0     | Vòng loại World Cup 2018 |
| 4  | 6 tháng 10 năm 2016  | Sân vận động Saitama 2002, Saitama, Nhật Bản          | Iraq        | 1–0       | 2–1     | Vòng loại World Cup 2018 |
| 5  | 11 tháng 10 năm 2016 | Sân vận động Docklands, Melbourne, Úc                 | Úc          | 1–0       | 1–1     | Vòng loại World Cup 2018 |
| 6  | 15 tháng 11 năm 2016 | Sân vận động Saitama 2002, Saitama, Nhật Bản          | Ả Rập Xê Út | 2–0       | 2–1     | Vòng loại World Cup 2018 |
| 7  | 2 tháng 7 năm 2018   | Rostov Arena, Rostov trên sông Đông, Nga              | Bỉ          | 1–0       | 2–3     | World Cup 2018           |
| 8  | 20 tháng 11 năm 2018 | Sân vận động Toyota, Toyota, Nhật Bản                 | Kyrgyzstan  | 2–0       | 4–0     | Kirin Challenge Cup 2018 |
| 9  | 13 tháng 1 năm 2019  | Sân vận động Thành phố Thể thao Zayed, Abu Dhabi, UAE | Oman        | 1–0       | 1–0     | Asian Cup 2019           |
| 10 | 28 tháng 1 năm 2019  | Sân vận động Hazza bin Zayed, Al Ain, UAE             | Iran        | 3–0       | 3–0     | Asian Cup 2019           |
| 11 | 14 tháng 11 năm 2019 | Sân vận động Dolen Omurzakov, Bishkek, Kyrgyzstan     | Kyrgyzstan  | 2–0       | 2–0     | Vòng loại World Cup 2022 |